# Léon Benouville (Architekt)
Léon Benouville (* 8. März 1860 in Rom; † 11. Oktober 1903 in Paris) war ein französischer Architekt des Jugendstils.

## Leben
Léon Benouville ist der Sohn des Malers Jean-Achille Benouville (1815–1891). Er erlangte im Jahr 1884 sein Diplom als Baumeister an der École Centrale des Arts et Manufactures und arbeitete 1886/87 im Architekturbüro von Charles Le Coeur. Im Jahr 1888 gründete er mit seinem älteren Bruder Pierre (* 5. April 1852; † 15. April 1889) ein gemeinsames Büro. Nach dem Tod seines Bruders führte er das Architekturbüro allein weiter. 1891 wurde er in die Société nationale des architectes français aufgenommen. Nahezu jedes Jahr stellte er Entwürfe im Salon der Société nationale des beaux-arts aus, teilweise Bauentwürfe und auch Inneneinrichtungen. 
Im Jahr 1892 wurde er Diözesanarchitekt der Diözese Perpignan, 1901 Diözesanarchitekt der Diözese Lyon. 1894 wurde er Architecte en chef des Monuments historiques.

## Bauwerke (Auswahl)
- 1897: Mietshaus, Rue de Tocqueville Nr. 34 in Paris (17. Arrondissement)
- 1901: Mietshaus, Rue Spontini Nr. 46 in Paris (16. Arrondissement)
- Mietshaus, Rue de Siam in Paris
- Maison Erard, Rue du Mail in Paris

## Auszeichnungen
- 1889: Silbermedaille auf der Weltausstellung
- 1891: Ehrenvolle Erwähnung im Salon der Société nationale des beaux-arts
- 1894: Erster Platz im Wettbewerb der Diözesanbauten
- 1900: Gold- und Silbermedaille auf der Weltausstellung